# Stadtfriedhof Stöcken

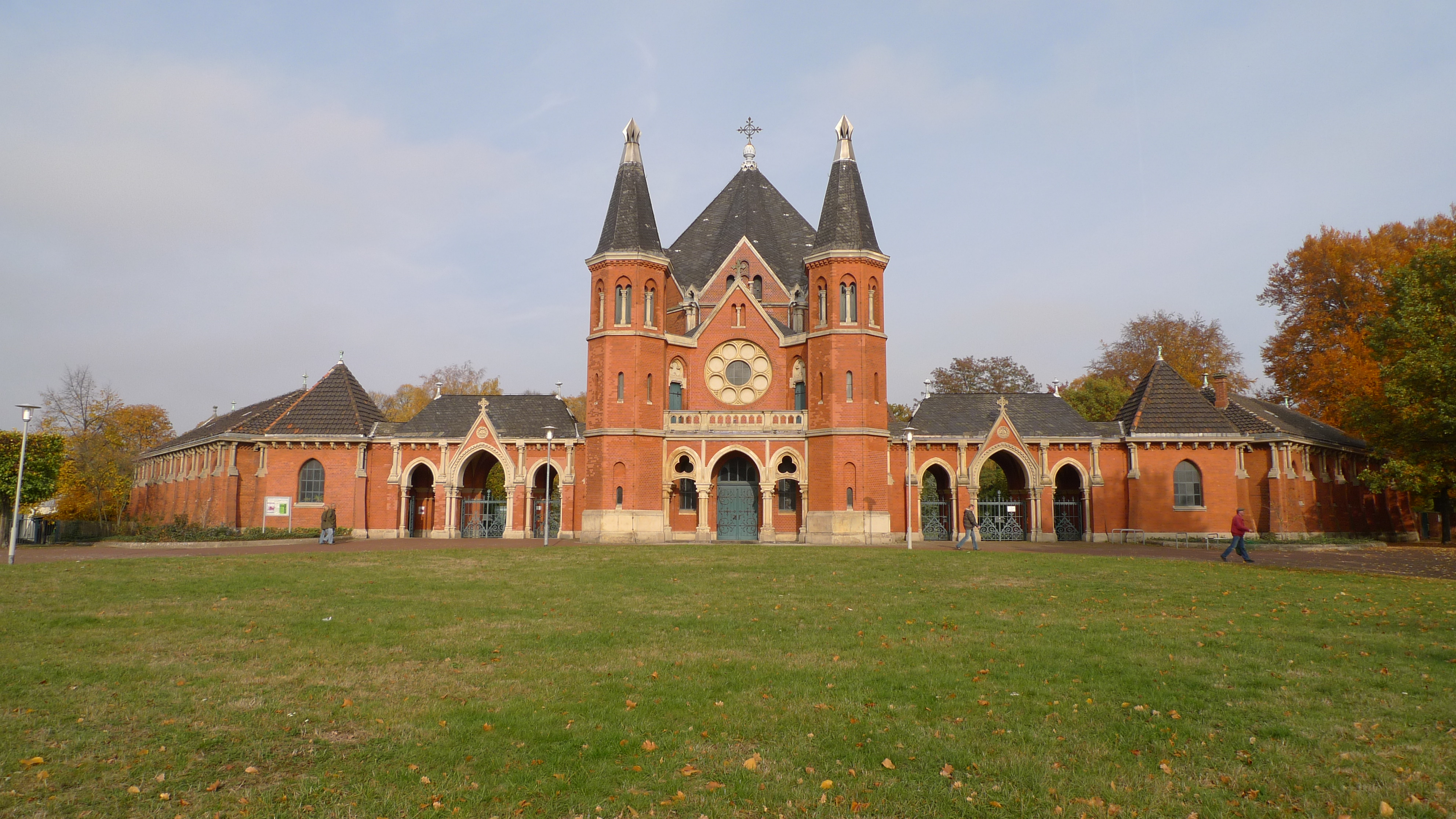
Gesamtansicht des Haupteingangs

Der Stadtfriedhof Stöcken (Ausspracheⓘ oder Stöckener Friedhof) ist ein kommunaler Friedhof der Stadt Hannover im Stadtteil Stöcken. Er wurde 1891 als zweiter Stadtfriedhof (nach dem Stadtfriedhof Engesohde 1864) eröffnet und im Laufe der nächsten Jahrzehnte in mehreren Schritten vergrößert. Der Friedhof umfasst heute 55 ha, seit 1891 wurden hier 170.000 Menschen beigesetzt. Auf dem Friedhof befinden sich Gräber prominenter Personen, darunter der niedersächsische Ministerpräsident Hinrich Wilhelm Kopf und die Verlegerfamilie Madsack. Auch Überreste der Opfer des Serienmörders Fritz Haarmann wurden hier bestattet.

## Geschichte

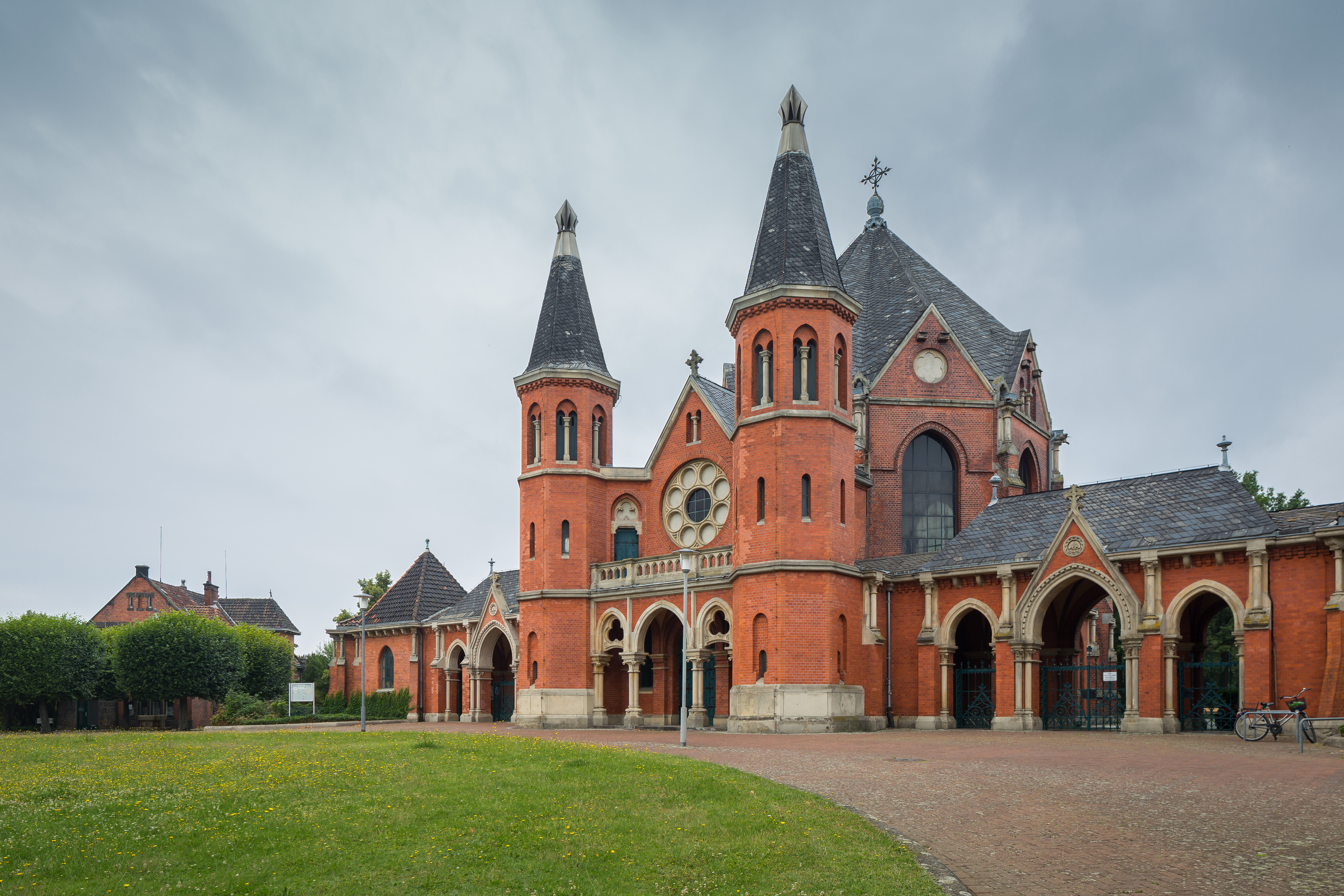
Kapelle am Haupteingang

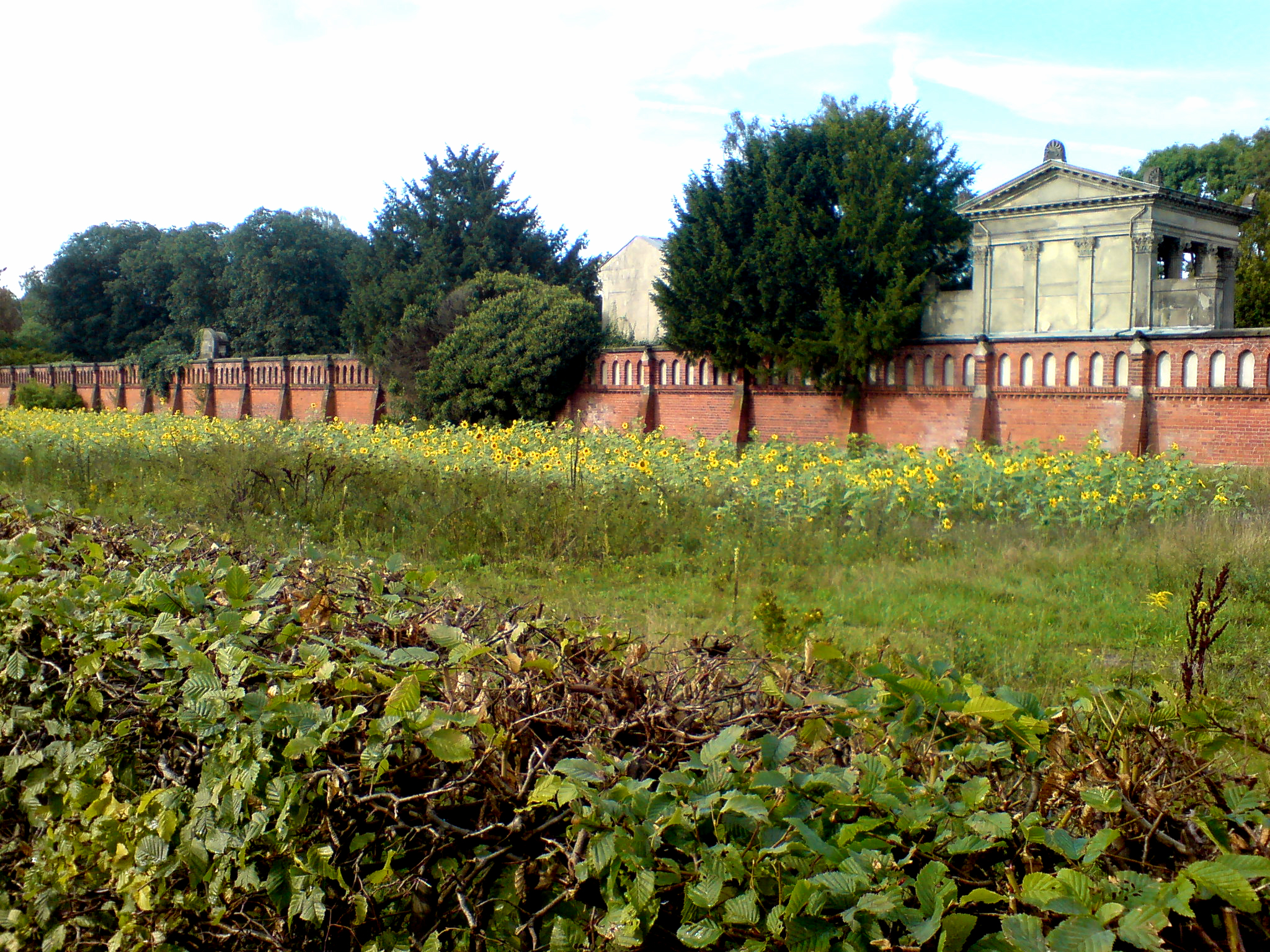
Sonnenblumen-Feld vor der historischen Mauer entlang der Stöckener Straße

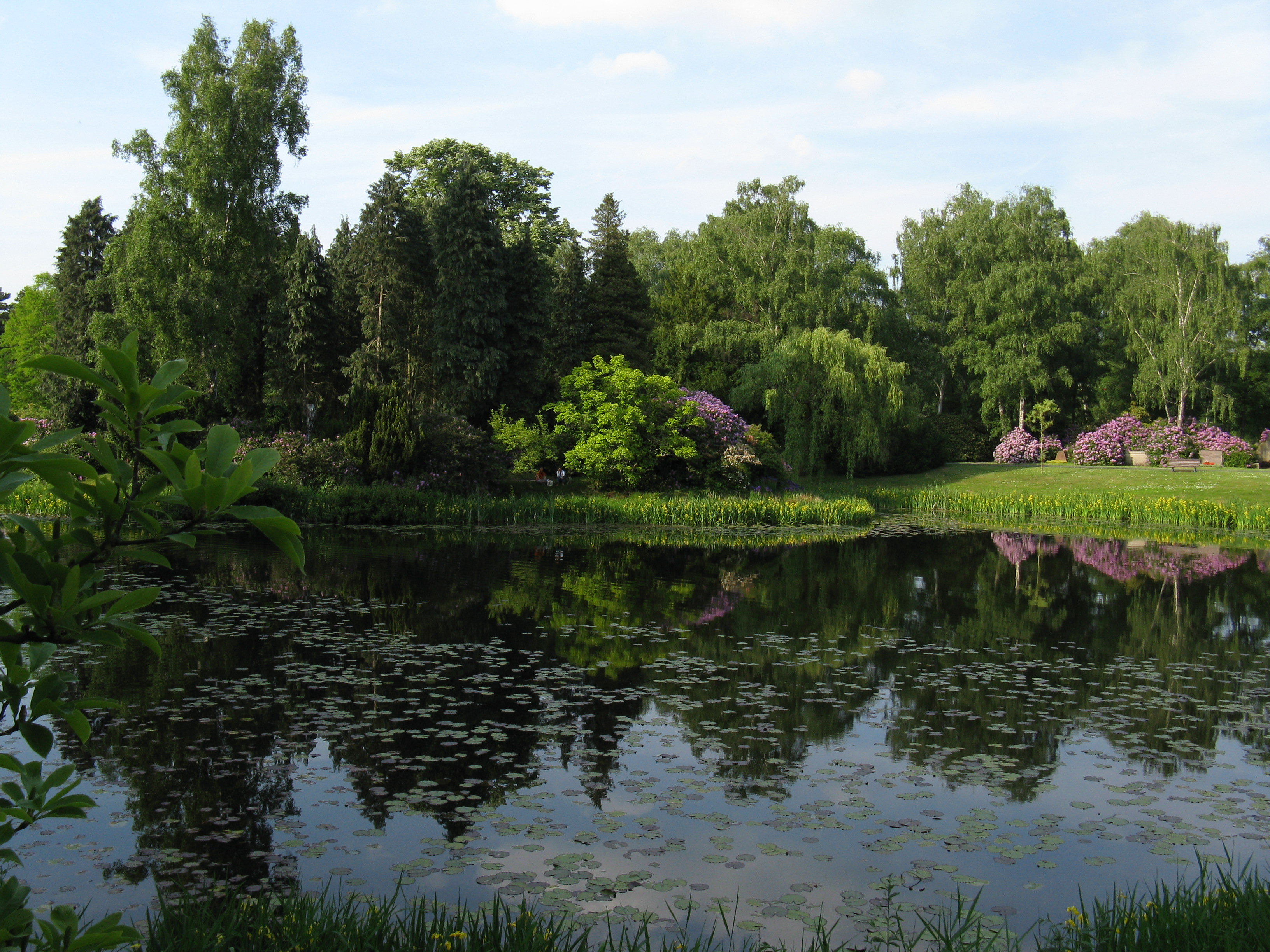
Der See

Der erste Bauabschnitt mit streng rechtwinkligem Wegeraster wurde 1889–92 vom Stadtbaumeister Paul Rowald und seinem Kollegen Adolf Narten entworfen. Dieser Bereich wird diagonal vom Haupteingang ausgehend von einer Hauptallee durchschnitten. Erst ein Jahr nach Eröffnung des Friedhofs war die neugotische Kapelle am Haupteingang fertiggestellt, auch sie stammt von Paul Rowald und Adolf Narten. Für die erste Erweiterung des Friedhofs war Gartendirektor Julius Trip (1857–1907) verantwortlich. Sie erfolgte im zweiten Bauabschnitt durch den Gartenbautechniker Ludwig Schiebler in den Jahren 1901–02. Er legte den parkartigen Westteil mit Rhododendronsträuchern und dem Teich an, auf dem heute Seerosen zu finden sind.
Den Westteil legte er nach dem Vorbild des Ohlsdorfer Friedhofs in Hamburg in sumpfigem Gelände um einen Teich gruppiert als Parkfriedhof an. Heute ist dieser Bereich von hochgewachsenen Bäumen, Rhododendronbüschen und geschwungenen Wegeverläufen geprägt. In den Abteilungen A 30 und A 17 (am Ost- sowie Südufer des Teiches) finden sich einige der künstlerisch bemerkenswertesten Grabdenkmäler. Über eine schmale Stelle des Teiches führt eine Holzbrücke. An seiner Ostseite wurde eine romantische Urneninsel (Abt. A 33) angelegt.
Die dritte Friedhofserweiterung erfolgte im Norden in den Jahren 1913–18 unter Stadtgartendirektor Hermann Kube (von ihm stammen auch der Stadthallengarten und der Stadtfriedhof Seelhorst). Von der alten Mittelallee ausgehend wurde die Fläche symmetrisch erweitert. In diesem Bereich wurden später die Ruhestätten für die Toten des Ersten und Zweiten Weltkriegs sowie die Opfer der Luftangriffe auf Hannover angelegt. Die letzte Vergrößerung und Umgestaltung erfolgte 1964/65 unter Gartendirektor Werner Lendholt. Im Nordostteil der neuesten Friedhofserweiterung gibt es seit 1989 eine Abteilung (59) für Verstorbene muslimischen Glaubens.
Eine Broschüre des Grünflächenamts der Landeshauptstadt Hannover (siehe unter Literatur) führt Besucher auf einem Rundgang entlang 16 ausgewählten Grabstätten über den Friedhof. Im Eingangsbereich ist einer der zwei noch existierenden gusseisernen „Bödeker-Engel“ aufgestellt, um 1854 von Georg Hurtzig entworfen und in der Königshütte in Bad Lauterberg (Harz) gegossen. Die Engelsfiguren, von denen es einmal 15 im Stadtgebiet von Hannover gab, gehen auf den populären hannoverschen Pastor Hermann Wilhelm Bödeker zurück, der mit ihnen seine Sammlungen zu wohltätigen Zwecken durchführte. Der andere Engel findet sich auf dem Stadtfriedhof Engesohde.

## Grabstätten (Auswahl)

### Rundgang
In der Broschüre Stadtfriedhof Stöcken von 2009 konzipierte der hannoversche Fachbereich Umwelt und Stadtgrün einen Rundgang mit seinerzeit zunächst 27 Stationen:
1. Grabstätte Emil Meyer (1841–1899), Grabarchitektur von Heinrich Köhler (Abt. 1, Nr. 1)
2. Grabstätte Heinrich Schomburg (erstes Grab auf dem Friedhof) (Abt. 3 E, Nr. 1)
3. Mausoleum Carl Vering (Abt. 1, Nr. 35) sowie das Mausoleum Wehmer (Abt. 1, Nr. 39 a–f)
4. Grabstätte Madsack (1933 von Fritz Höger) (Abt. 1, Nr. 64)
5. Grabstätte Rechberg (Abt. 7 C, Nr. 5)
6. Ehrengrab Karl Pammler (1905–1940), Verfolgter des Nationalsozialismus (Abt. 12 G, Nr. 182)[2]
7. Grabstätte Hedwig Bollhagen (Abt. A 1, Nr. 33 a – b)
8. Grabstätte Richard Wachsmuth (Abt. A 17, Nr. 36)
9. Grabstätte Hinrich Wilhelm Kopf (1893–1961), niedersächsischer Ministerpräsident (Abt. A 23, Nr. 1, großer Findling, am Südwestufer des Teiches)
10. Grabstätte Julius Trip (Abt. A 25, Nr. 1)
11. Grabstätte Julius L. Isenstein (Abt. A 25, Nr. 8)
12. Grabstätte Brandt-Primavesi; Gustav Brandt (1847–1918), Begründer der Gustav-Brandt’schen-Stiftung (Abt. A 32, Nr. 24)
13. Ehrengrab August Bremer (1885–1948), Verfolgter des Nationalsozialismus (Abt. 57, Nr. 441)[2]
14. Ehrengrab Walter Höhn (1880– 1955), Musikerzieher (Abt. A 29, Nr. 102)[2]
15. Grabstätten von 14 Opfern des Welfenputsches von 1920, der in Hannover parallel zum Kapp-Putsch stattfand[3] (Abt. 64 A, Nr. 1–13)
16. Muslimisches Gräberfeld (Abt. 59)
17. Grabstätte Wilhelm Henze (1845–1918), Heimatdichter (Abt. 59 A, Nr. 527)
18. Grabstätte Hohmeyer (von Bernhard Hoetger) (Abt. A 34, Nr. 6 a–d)
19. Gedenkstätte für die Opfer von Fritz Haarmann. Inschrift: „Dem Gedächtnis unserer lieben, vom September 1918 bis Juli 1924 verstorbenen Söhne“ (Abt. 49 D, Nr. 189–192)
20. Ehrengrab Otto Wilgeroth (1889–1944), Verfolgter des Nationalsozialismus (Abt. 42 EH, Nr. 25)[2]
21. Ehrengrab Heinrich Meister (1842–1906), SPD-Reichstagsabgeordneter von Hannover-Linden. Inschrift: „Dem unermüdlichen Vorkämpfer für die Rechte des Proletariats“ (Abt. 45 A, Nr. 13)
22. Ehrengrab Kurt Hüller (1896–1933), Verfolgter des Nationalsozialismus (Abt. 44, Nr. 160)[2]
23. Ehrengrab Carl Nedderich (1837–1918), Stifter (Abt. 41 C, Nr. 5)[2][4]
24. Ehrengrab Robert Leinert (1873–1940), erster SPD-Oberbürgermeister von Hannover (Abt. 44, Nr. 25)
25. Ehrengrab Willi Großkopf (Abt. 34 E, Nr. 43)
26. Kindergedenkstätte (Abt. 14)
27. Grabstätte Curt Emmrich (Peter Bamm) (1897–1975), Schriftsteller (Abt. 32 D, Nr. 16)

### Weitere bekannte Grabstätten
- Grabstätte Alexander Dorner (1893–1957), Kunsthistoriker, Kustos am Landesmuseum, (Abt. A 28)
- Grabstätte Kurt Morawietz (1930–1994), Schriftsteller, Gründer der Zeitschrift „Die Horen“ (Abt. 6)
- Grabanlage für Offiziere des Ersten Weltkriegs, mit Figur einer Trauernden (Abt. A 34)
- Grabanlage für die Opfer des Zweiten Weltkriegs (Abt. 54)
- Familiengrab Rheinhold für Familie Reinhold, darunter Otto Rheinhold (1855–1937), Fabrikant, Mitbegründer des Werkheims Hannover (Abt. A 17, am Südwestufer des Teiches), Grabarchitektur von Hermann Schaedtler
- Grabstätte Franz Wilhelm Metz (1817–1901), „Turnvater“, 1848 Gründer des Männer-Turn-Vereins Hannover (Abt. 15 D, Nr. 36)
- Grabstätte für Martha Christine Wiederhold, geborene Knies (Rufname Christine Wiederhold; * 27. Januar 1831 in Süß bei Ziegenhain in Hessen; † 31. Mai 1916 in Hannover); Mutter des Malers Carl Wiederhold; Abt. 15, Nr. 39[5]
- Kriegergräber (Abteilung A 34)
- Grabstätte Gerd von Rundstedt (1875–1953), deutscher Generalfeldmarschall
- Grabstätte Liselotte Malkowsky (1913–1965), Schlagersängerin und Kabarettistin
- Grabmal des Staatsschauspielers Klaus Kammer  (1929–1964) und Familie[6]
- Das Grabmal für den Generalfeldmarschall Max von Bock und Polach entwarf Stadtbaudirektor Paul Wolf.[7]

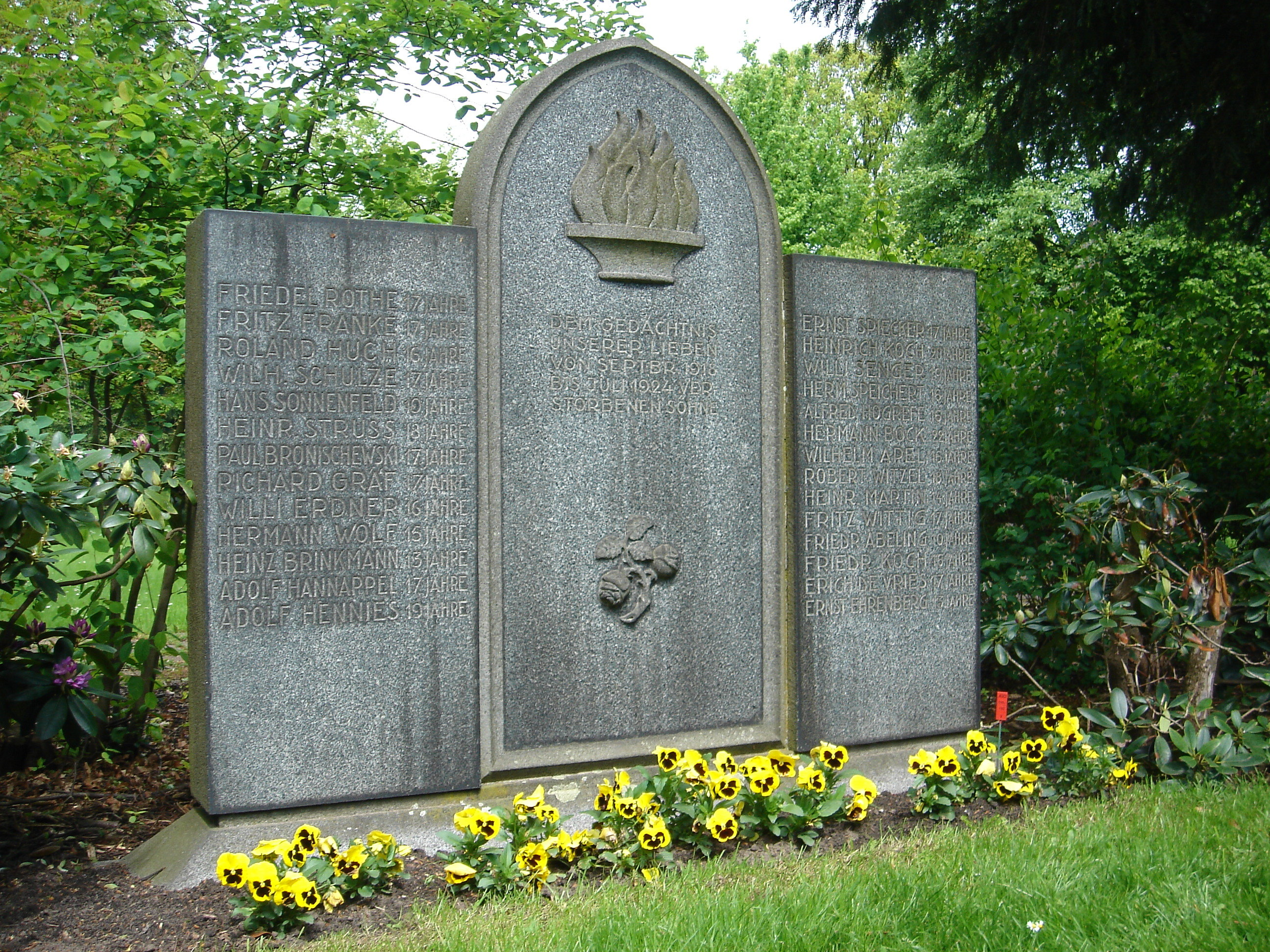
Grabmal für die Opfer des Serienmörders Fritz Haarmann (Abt. 49 D, Nr. 189–192)
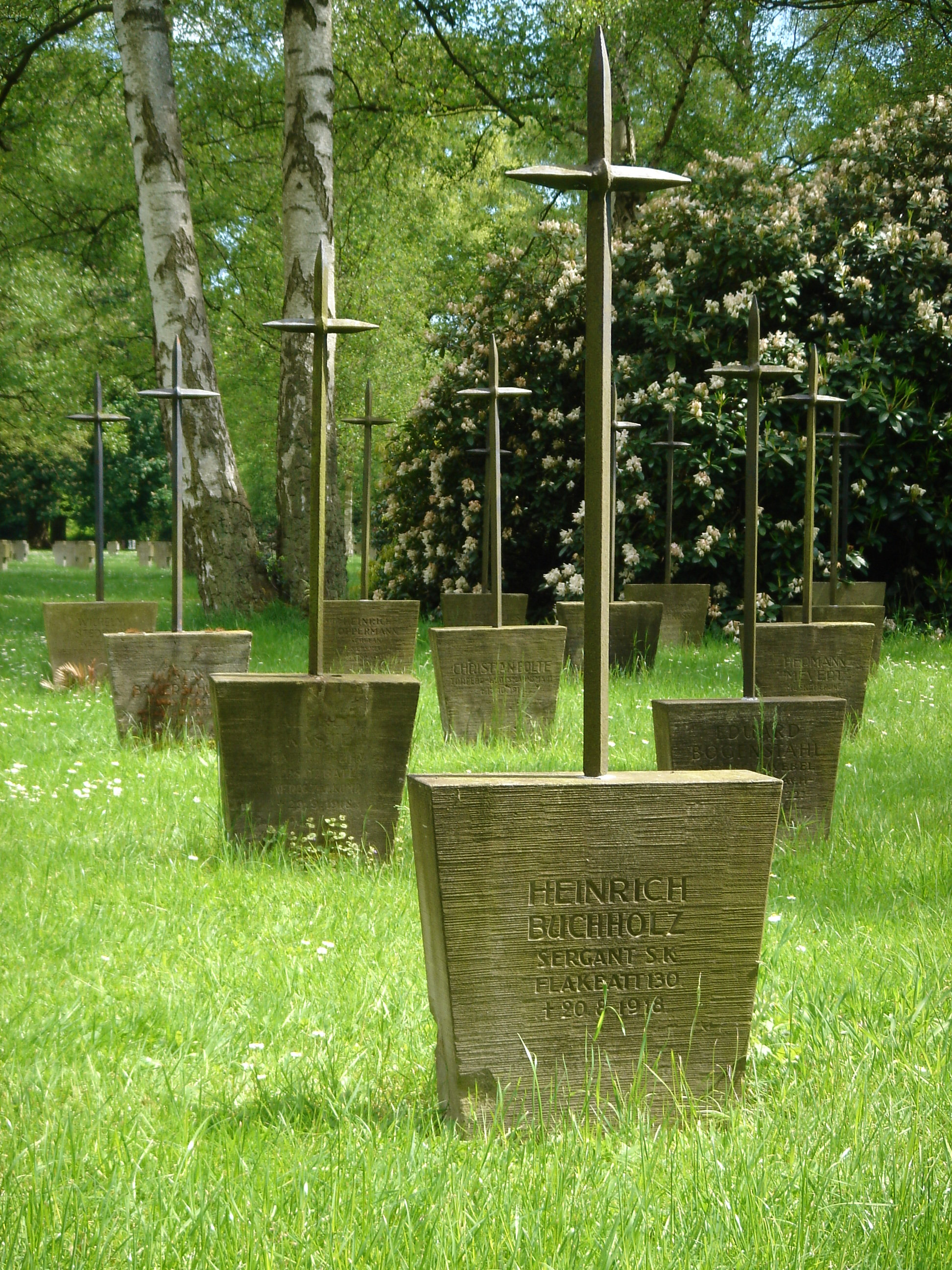
Kriegsgräber Erster Weltkrieg (Abt. A 34).
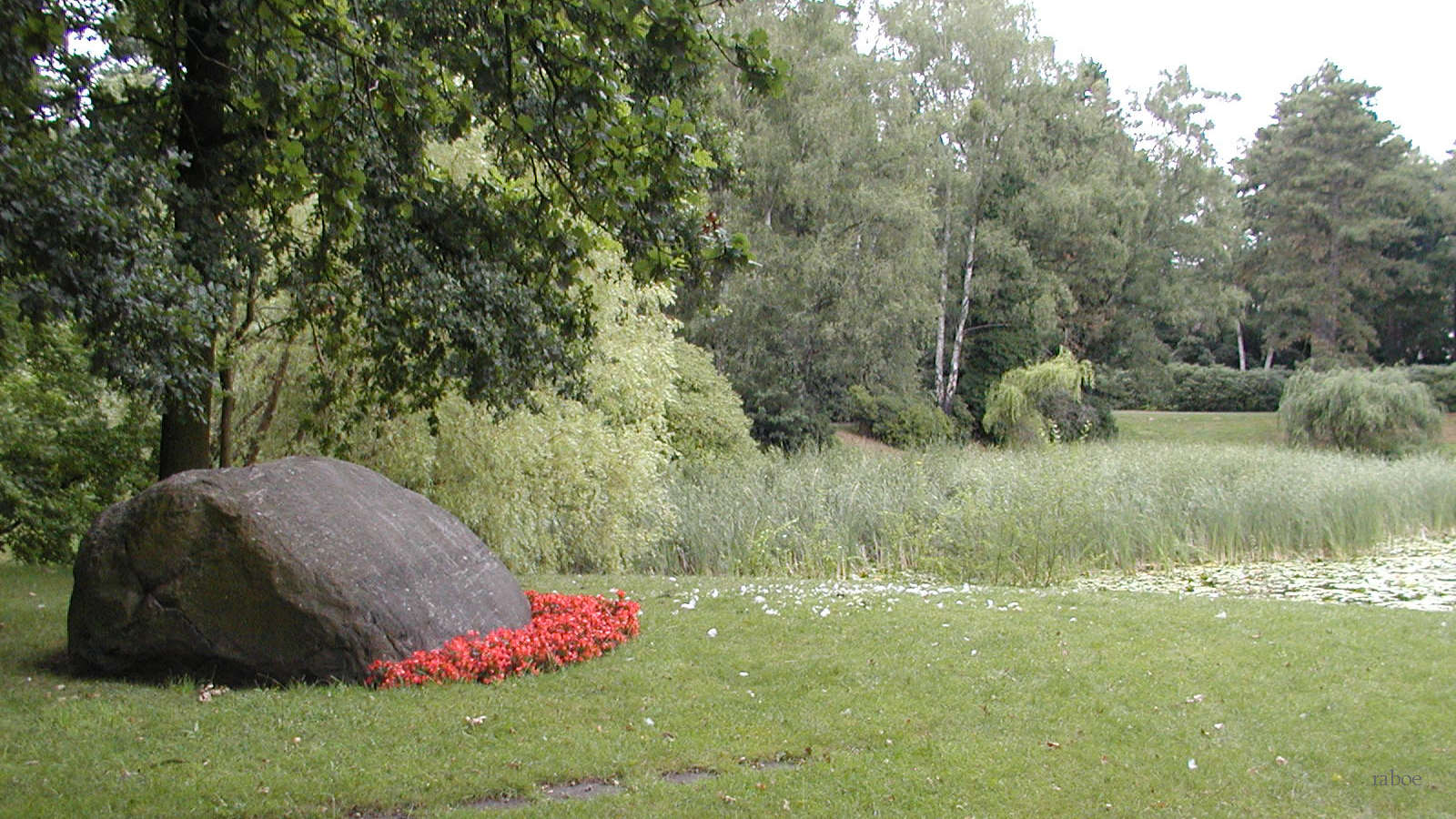
Ehrengrab von Hinrich Wilhelm Kopf (Abt. A 23, Nr. 1)
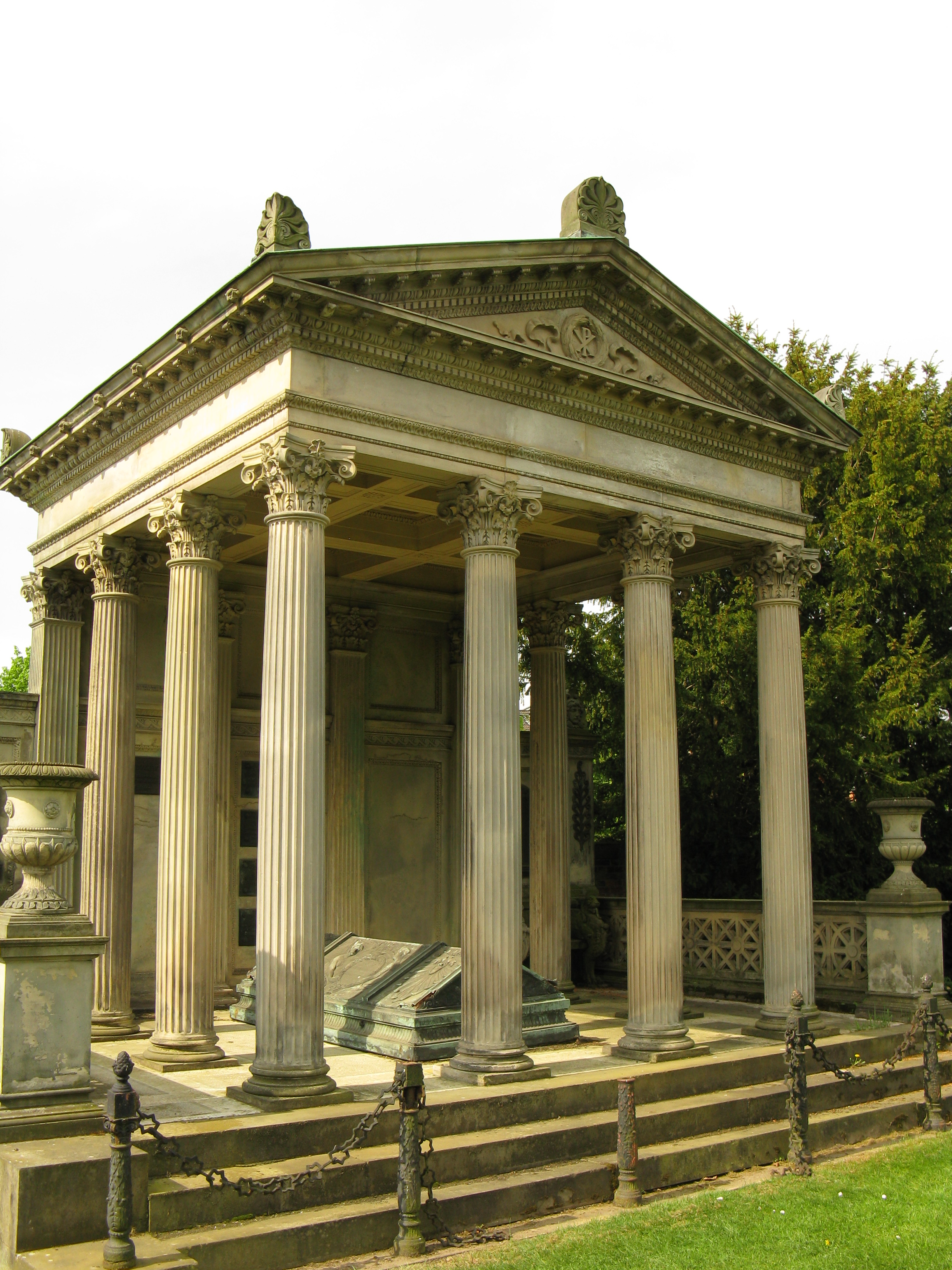
Mausoleum Carl Vering (Abt. 1, Nr. 35)
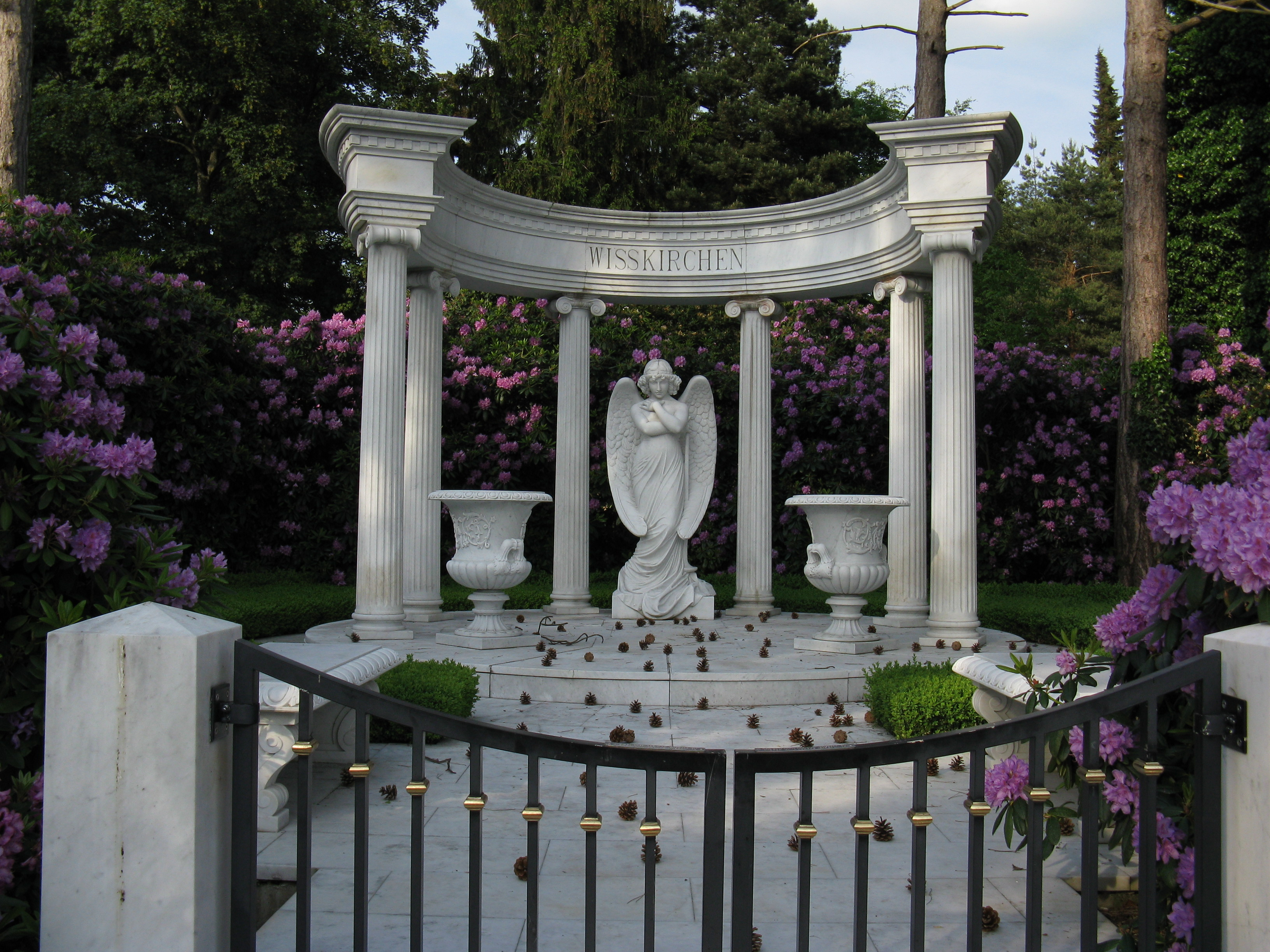
Grabmal

## Medienecho (Auswahl)
- Susanne Bauch: Viel Platz für die letzte Ruhe. Hannovers Friedhöfe sind mittlerweile überdimensioniert – und sollen doch als Naturräume erhalten bleiben, Beitrag zum 125. Jubiläum der Eröffnung des Stöckener Friedhofs, in: Hannoversche Allgemeine Zeitung vom 2. Juni 2016, S. 12